# Siberi
Siberi – wieś w Estonii, w prowincji Virumaa Zachodnia, w gminie Viru-Nigula.